# Anna Stepanovna Demidova
Anna Stepanovna Demidova (26 tháng 1 năm 1878 – 17 tháng 7 năm 1918) là một hầu nữ của Alix của Hessen và Rhein (Hoàng hậu Aleksandra Fyodorovna), người đã bị xử tử cùng với chủ nhân của mình vào năm 1918.
Cô đi cùng gia đình Romanov khi họ đang bị lưu đày tại Tobolsk và Yekatery sau Cách mạng Nga năm 1917 và bị xử tử cùng với họ vào ngày 17 tháng 7 năm 1918. Cô được Nhà thờ Chính thống Nga bên ngoài Nga phong thánh là một liệt sĩ chính thống năm 1981, nhưng không phải bởi Giáo hội Chính thống giáo Nga. Cô được nhớ đến vì đã ở lại với nhà Romanov đến cùng.

## Đời tư
Demidova, có biệt danh là "Nyuta", được mô tả là "cô gái tóc vàng, cao lớn."  Cô là con gái của Stepan Demidov, một thương nhân khá giả từ Cherepovets và là thành viên của Cherepovets City Duma. Demidova tốt nghiệp Học viện Người giúp việc Yaroslavl (Yaroslavl Institute for Maids) với chứng chỉ giảng dạy.
Cô là một người bạn tốt của Elizaveta Ersberg, một người bán hàng rong tại tòa án, và đã từng đính hôn với anh trai của Ersberg là Nikolai. Khoảng năm 1905, Ersberg bảo đảm cho bạn của cô một vị trí tại tòa án với tư cách là người trả thù. Trong hồi ký của mình, gia sư tiếng Anh của trẻ em nhà Romanov, Charles Sydney Gibbes, đã mô tả Demidova là "một người có tính cách nhút nhát và thu nhỏ."

## Lưu vong và cái chết

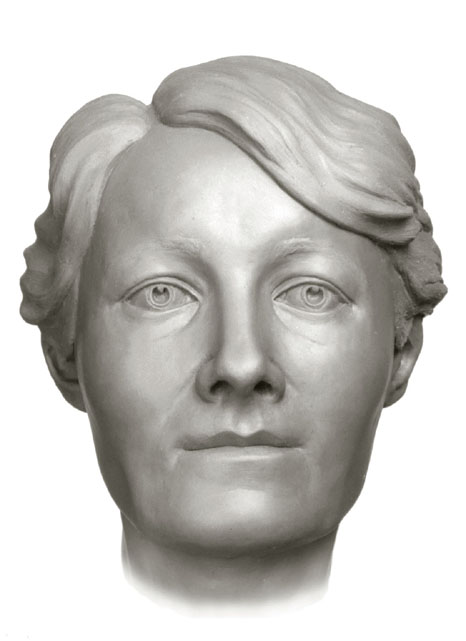
Tái cấu trúc khuôn mặt của Anna Demidova do S.A. Nikitin thực hiện, 1994.

Demidova đi cùng Alix của Hessen v2 Rhein, Sa hoàng Nikolai II và Đại công tước Maria Nikolaevna của Nga khi họ bị chuyển đến Yazkaz từ Tobolsk vào tháng 4 năm 1918. Những đứa trẻ Romanov còn lại và các thành viên khác trong nhóm ở lại Tobolsk trong một tháng vì thái tử Alexei bị ốm. Khi nhóm rời đi, Demidova nói với Gibbes, "Tôi rất sợ những người Bolshevik, ông Gibbes. Tôi không biết họ sẽ làm gì với chúng tôi." 
Vào đêm xảy ra án mạng, gia đình bị đánh thức và bảo mặc quần áo. Demidova mang theo hai chiếc gối đã được khâu đá quý. Sau cú bắn đầu tiên của những người Bolshevik, Demidova, người đã bị ngất sau khi bị thương, đã tỉnh lại và thấy mình vẫn còn sống. Cô đã thốt lên "Cảm ơn Chúa! Chúa đã cứu tôi!" Nghe thấy, những kẻ ám sát đã quay lại cô. Cô cố gắng tự vệ bằng chiếc gối vì đá quý có khả năng làm chệch hướng viên đạn, hét lên và khóc nhưng cuối cùng bị đâm chết bằng lưỡi lê.

## Nhận diện xác và đám tang
Theo lời kể của Yurovsky, kẻ hành quyết người Nga, sau khi bị hành quyết tại nhà Ipatiev, di hài của Alix, Nikolas II, các con họ và những người hầu trung thành (gồm cả Anna) bị lột sạch đồ, sau đó quần áo bị đem đốt. Ban đầu, các thi thể bị ném xuống một hầm mỏ bỏ hoang ở Ganina Yama, cách Ekaterinburg 19 km về phía bắc. Nhưng chỉ sau một thời gian ngắn, người ta đã đi tìm lại các thi thể. Mặt họ đã hư nát còn cơ thể thì biến dạng do axit sulfuric. Họ bị đem chôn vội vàng dưới tà vẹt đường sắt, chỉ trừ xác của hai người con cựu hoàng thì mãi đến năm 2007 mới được tìm thấy.

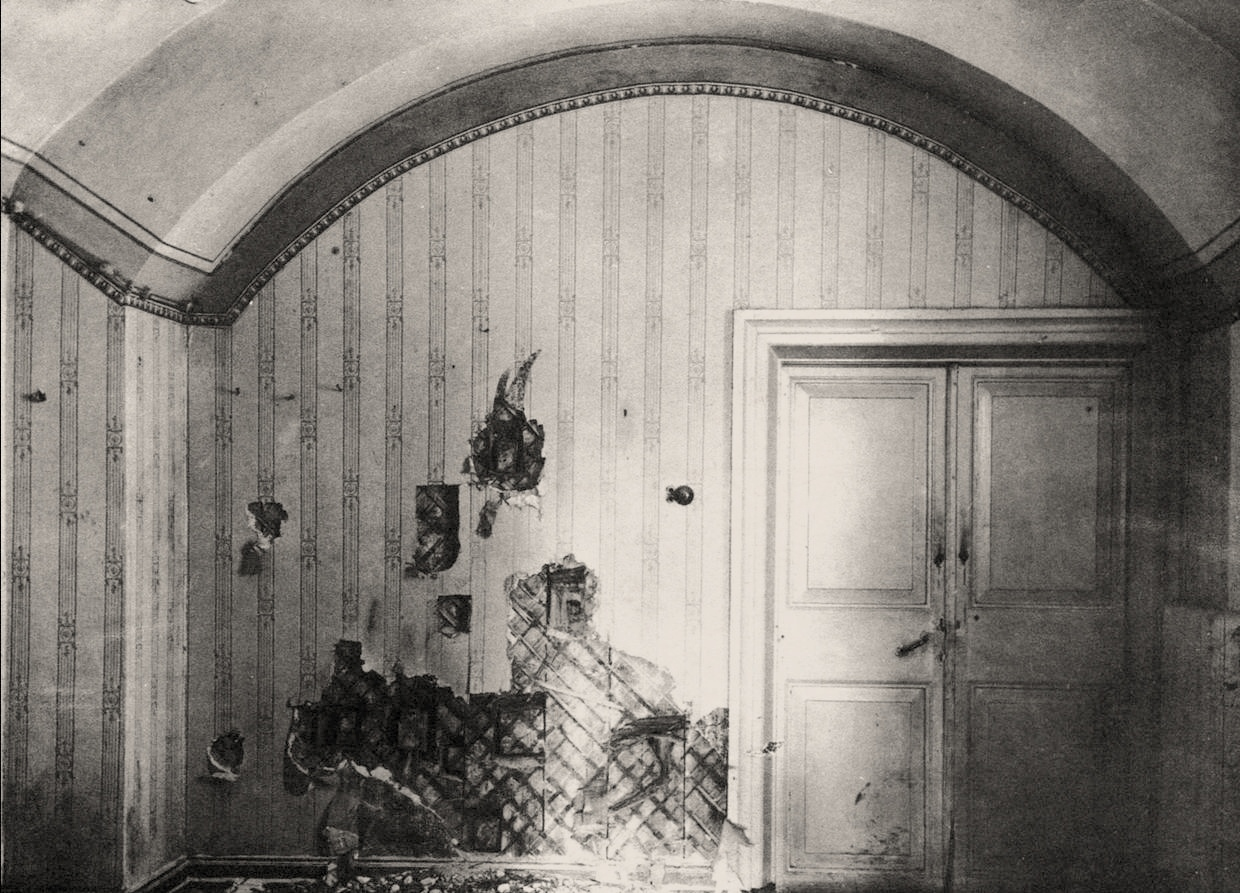
Căn phòng xảy ra vụ án mạng. Đây là căn tầng hầm của nhà Ipatiev

Cháu gái của Demidova, Natalie Demidova, đã tham dự lễ tang được tổ chức vào ngày 17 tháng 7 năm 1998 tại Nhà thờ Peter và Paul ở St. Petersburg cho Demidova, gia đình Romanov và các nạn nhân khác bị giết bởi những người Bolshevik tám mươi năm trước.